# كيفن دويل
كيفن إدوارد دويل (بالإنجليزية: Kevin Doyle)‏، لاعب كرة قدم إيرلندي من مواليد 18 سبتمبر 1983 في كونتي وكسفورد في إيرلندا.
بدأ مسيرته الكروية مع نادي سانت باتريكس أثلتيك في عام 2001، ولعب معهم حتى عام 2003، وشارك معهم في 15 مباراة وسجل 9 أهداف، وفي عام 2003 انتقل إلى نادي كورك سيتي، ولعب معهم حتى عام 2005، وشارك معهم في 76 مباراة وسجل 25 هدف، ومنذ عام 2005 لعب مع ريدينغ وانتقل عام 2009 إلى نادي والفز الإنجليزي
و قد بدأ باللعب مع منتخب إيرلندا لكرة القدم في عام 2006.

## روابط خارجية
- كيفن دويل على موقع الاتحاد الدولي (مؤرشف)  (الإنجليزية)
- كيفن دويل على موقع الاتحاد الأوربي (الإنجليزية)
- كيفن دويل على موقع الدوري الأمريكي (الإنجليزية)
- كيفن دويل على موقع قاعدة بيانات كرة القدم.إي يو (الإنجليزية)
- كيفن دويل على موقع ناشيونال فوتبول تيمز (الإنجليزية)
- كيفن دويل على موقع Soccerbase.com (لاعب) (الإنجليزية)
- كيفن دويل على موقع Soccerway.com (الإنجليزية)
- كيفن دويل على موقع عالم كرة القدم.نت (الإنجليزية)
- كيفن دويل على موقع كووورة
- كيفن دويل على موقع AS.com (الإسبانية)